# Pezzi di vetro (Ania Cecilia)
Pezzi di vetro è il primo singolo della cantautrice Ania, che ha anticipato l'uscita dell'album Tutto e niente.